# هوارد أثيرتون
هوارد أثيرتون (بالإنجليزية: Howard Atherton)‏ هو مصور سينمائي بريطاني، ولد في 12 أغسطس 1947 في إيلفورد ‏ في المملكة المتحدة.

## وصلات خارجية
- هوارد أثيرتون على موقع IMDb (الإنجليزية)
- هوارد أثيرتون على موقع ألو سيني (الفرنسية)
- هوارد أثيرتون على موقع أول موفي (الإنجليزية)
- هوارد أثيرتون على موقع قاعدة بيانات الأفلام السويدية (السويدية)
- هوارد أثيرتون على موقع قاعدة بيانات الفيلم (الإنجليزية)
- هوارد أثيرتون على موقع كينوبويسك (الروسية)